# Каншо
Каншо (寛正) је јапанска ера (ненко) која је настала после Чороку и пре Буншо ере. Временски је трајала од децембра 1460. до фебруара 1466. године и припадала је Муромачи периоду. Владајући цареви били су Го Ханазоно и Го Цучимикадо.

## Важнији догађаји Каншо ере
- 1460. (Каншо 1, девети месец): Уништен је замак Вакае у провинцији Кавачи при приморавању Хатакејаме Јошинарија да га напусти.[3]
- 21. август 1464. (Каншо 5, деветнаести дан седмог месеца): Цар Го Ханазоно абдицира у корист сина који ће касније бити познат као цар Го Цучимикадо.[4]